# Elektromagnetisk svängningskrets
En elektromagnetisk svängningskrets eller resonanskrets är en elektrisk krets, där energi oscillerar mellan det elektriska fältet i en kapacitans C och det magnetiska fältet i en induktans L. En LC-krets är en idealiserad modell (av en RLC-krets), som förutsätter att det inte läcker ut energi till följd av resistans R. 
I en LC-krets  kan en elektrisk ström svänga mellan komponenterna vid kretsens resonansfrekvens
{\displaystyle f_{0}={\frac {1}{2\pi {\sqrt {LC}}}}}
LC -kretsar används för att alstra signaler vid en viss bestämd frekvens eller för att plocka ut en signal med särskild frekvens ur en mer komplex signal.  De är nyckelkomponenter i många tillämpningar som oscillatorer, filter, frekvensblandare, tuner i receiver och antenner.

Sambandet mellan en LC-krets och en dipolantenn

I ett Bode-diagram kan man plotta frekvensgång och fasgång hos en förstärkare. Om man motkopplar en förstärkare för hårt riskerar man att den självsvänger eller oscillerar. En förstärkare börjar självsvänga när dess förstärkning överstiger 1 samtidigt som fasförskjutningen överstiger 180 grader.

## Funktion
LC-kretsen kan lagra elektrisk energi, när den svänger vid sin resonansfrekvens.  Kondensatorn lagrar energi i det elektriska fältet mellan sina plattor, i förhållande till spänningen över dem, medan spolen lagrar energi i dess magnetfält, beroende på den strömmen genom den. Om en uppladdad kapacitans ansluts över en induktans, så börjar laddning att flyta till induktansen, och den bygger kapacitansen.  Till slut har all laddning i kapacitansen gått över.  Strömmen fortsätter dock att flyta, eftersom spolar motsätter sig strömförändringar, varvid energi dras från det magnetiska fältet för att upprätthålla flödet.  Det medför att strömmen börjar ladda kondensatorn med spänning av motsatt polaritet till dess ursprungliga laddning.  När så magnetfältet är helt tömt, kommer strömmen att avstanna och laddningen är åter lagrad i kondensatorn (nu med motsatt polaritet) och cykeln kommer att sätta igång igen, med strömmen i omvänd riktning.

### Andra enkla kretsar
- RLC-krets
- RC-krets
- RL-krets
- Bandpassfilter
- Bandspärrfilter